# Liste de spécialités à base de tomate
La tomate est une plante annuelle et un fruit très important en cuisine, entrant dans la fabrication de nombreuses recettes et consommée crue, cuite, sèche ou en jus.

## Plats contenant de la tomate

### Salades
- Champignons à la grecque
- Pico de gallo
- Salade caprese
- Salade chopska
- Salade grecque

### Soupes
- Gaspacho
- Salmorejo
- Soupe de tomate

### Tartes

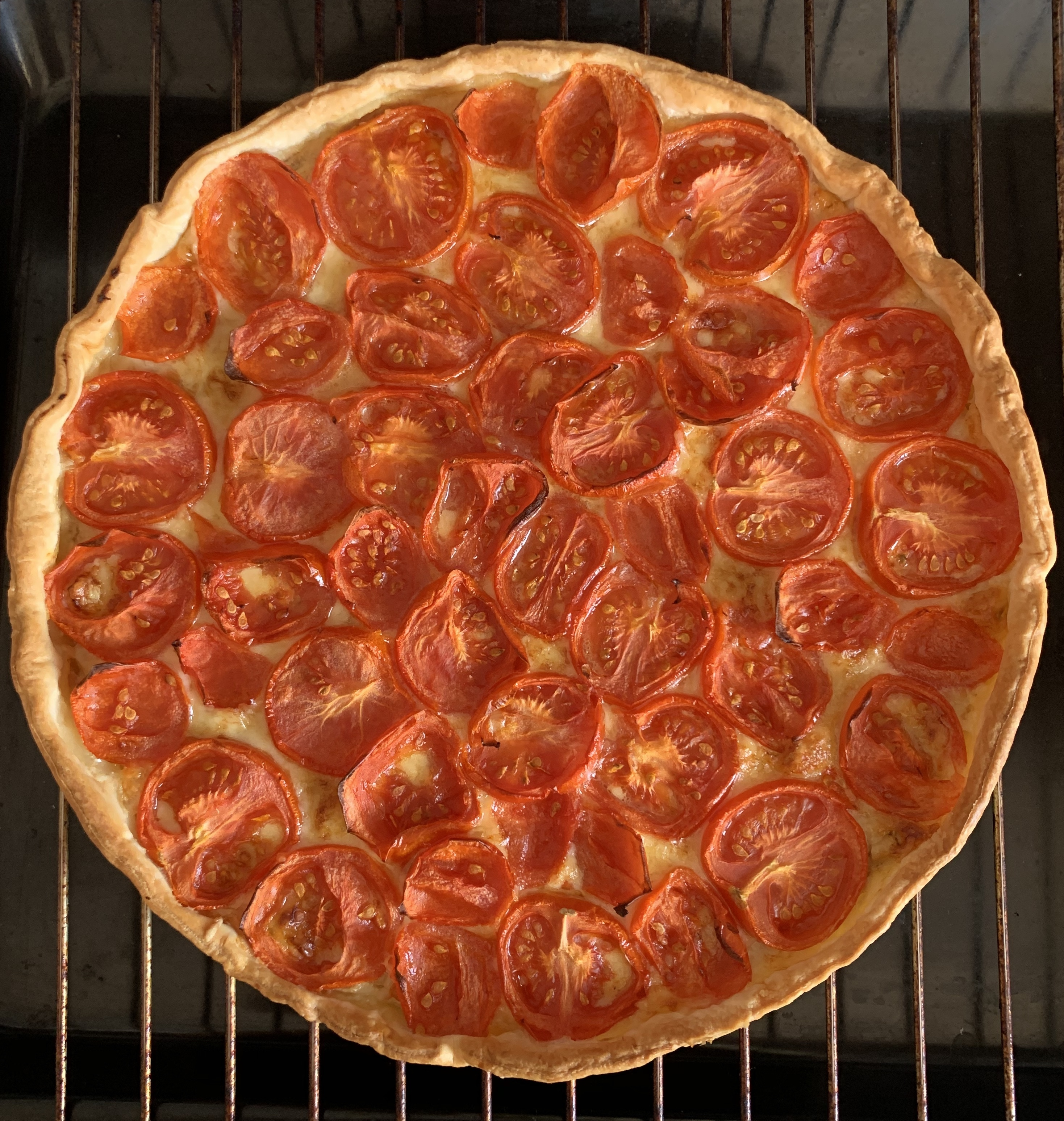
Une tarte à la tomate à la sortie du four.

- Pizza (tarte à la tomate d'origine italienne).
- Pichade
- Tarte fine à la tomate et moutarde

### Autres
- Beignets de tomates vertes
- Chakchouka
- Clafoutis tomate cerise
- Confiture de tomate verte
- Homard à l'américaine
- Tomate aux crevettes
- Tomates farcies
- Tomates à la provençale
- Ratatouille
- Sandwich BLT

## Sauces
- Capuliatu, préparation culinaire traditionnelle sicilienne à base de tomates séchées.
- Ketchup (sauce tomate sucrée).
- Sauce andalouse
- Sauce bolognaise
- Sauce Choron
- Sauce romesco
- Sauce tomate
- Sauce cocktail
- Sofregit

## Boissons
- Bloody Mary
- César (cocktail)
- Clamato
- Jus de tomate